# Rosemarie Lichte
Rosemarie Lichte (* 17. März 1954 in Aachen; † 15. Juli 2019) war eine deutsche Juristin und Autorin.

## Leben
Rosemarie Lichte studierte Jura in Westberlin und war danach 20 Jahre als Anwältin in Berlin, Hagen und Lüdenscheid tätig, hauptsächlich im Asylrecht. Sie lebte einige Zeit in Nicaragua und Barcelona, ferner von 1991 bis 1994 noch einmal in Berlin-Friedrichshain.
Seit 2002 war sie freie Autorin und lebte in Hagen und Schalksmühle (Westfalen). Ihre Texte wurden in Zeitschriften wie „Wochenpost“ und „Freitag“ und in Anthologien veröffentlicht. Sie hat auch Bücher in der edition lampio herausgegeben. Ihr Kinderbuch „Die Gramusel im See“ wurde von der Berliner Illustratorin Renate Totzke-Israel illustriert.
Neben Autorenlesungen veranstaltete Lichte auch Workshops für Kinder. Ihre Lesungen waren meistens mit Musik verbunden, wobei sie mit dem Gitarristen Elmar Rotter zusammenarbeitete. Sie war Mitglied im Vorstand des Autorenkreises Ruhr-Mark und arbeitete in der Künstlergruppe art-mix mit. Neben ihrer Autorentätigkeit malte Lichte und nahm an Ausstellungen teil. 2009 gab ihr der Integrationsrat der Stadt Hagen eine Auszeichnung für die Tätigkeit mit Migranten und Migrantinnen.

## Veröffentlichungen
- Barfuß im Recht. Geschichten aus dem deutschen Rechtsleben. Goethe-Verlag, München 1999, ISBN 3-932747-59-3 (Kurzgeschichten).
- Kurzgeschichte in: Weite Blicke. Gedichte und Kurzgeschichten. Edition Lampio, Schalksmühle 2005, ISBN 3-935937-33-4.
- Mauergefälle. Erzählung. Edition Lampio, Schalksmühle 2007, ISBN 978-3-935937-44-3.
- Die Gramusel im See. Verlag shaker-media, Aachen 2009, ISBN 978-3-86858-219-2 (Kinderbuch).
- Spuren von Glück Tod und Glauben. Geschichten, Gedanken, Impressionen. Verlag Pomaska-Brand, Schalksmühle 2010, ISBN 978-3-935937-76-4 (Edition Lampio).
- Laura aus Amerika. Eine Familiengeschichte. Verlag shaker-media, Aachen 2011, ISBN  978-3-86858-724-1

## Herausgeberin
- Fremde Fühlung, Gedichte und Oplonzen von Klaus am Hagen, edition lampio, 2001
- Wieviel Wunde braucht der Mensch, zum 11. September 2001, edition lampio, 2002